# Blue Dragon Award
Der Blue Dragon Award (amtlich Blue Dragon Film Award) ist neben dem Grand Bell Award der bekannteste Filmpreis der südkoreanischen Filmindustrie.
Die Preise wurden seit 1963 von der Zeitung Chosun Ilbo vergeben, bis die Preisverleihung 1973 eingestellt wurde. 1990 wurde sie von der Sporttageszeitung Sports Chosun, erneut ins Leben gerufen und wird seitdem jährlich abgehalten. Die alljährliche Veranstaltung findet in der KBS Hall im Hauptsitz des südkoreanischen Rundfunkanstalt Korean Broadcasting System in Seoul statt. Die KBS Hall befindet sich im Bezirk Yeongdeungpo-gu auf der Flussinsel Yeouido am Hangang.
Die Kategorien entsprechen dabei in etwa jenen, die man von der Oscarverleihung kennt, unter anderem für beste Regie, bester Hauptdarsteller, bester Nebendarsteller oder bestes Drehbuch.
Es gibt jedoch auch Kategorien, die sich nur nach Publikumsgeschmack richten, nämlich den Preis für den größten Kassenerfolg und den Beliebtheitspreis für die meisten Stimmen im Internet. Die Preise des Blue Dragon Award werden ausschließlich an Blockbusterproduktionen bzw. Filme für das Mainstreampublikum vergeben.

## Gewinner der Hauptpreise
| Zeremonie | Jahr | Bester Film                                    | Bester Regisseur                                    | Beste Schauspielerin                           | Bester Schauspieler                                                    |
| --------- | ---- | ---------------------------------------------- | --------------------------------------------------- | ---------------------------------------------- | ---------------------------------------------------------------------- |
| #20       | 1999 | Nowhere to Hide                                | Kang Je-gyu für Shiri                               | Jeon Do-yeon in The Harmonium in My Memory     | Lee Jung-jae in Our Sunny Days                                         |
| #21       | 2000 | Joint Security Area                            | Park Chan-wook für Joint Security Area              | Lee Mi-yeon in Pisces                          | Sol Kyung-gu in Peppermint Candy                                       |
| #22       | 2001 | One Fine Spring Day                            | Song Hae-seong für Failan                           | Jang Jin-young in Sorum                        | Choi Min-sik in Failan                                                 |
| #23       | 2002 | Im Rausch der Farben und der Liebe             | Im Kwon-taek für Im Rausch der Farben und der Liebe | Kim Yoon-jin in Ardor                          | Sol Kyung-gu in Public Enemy – Ein harter Cop                          |
| #24       | 2003 | Frühling, Sommer, Herbst, Winter… und Frühling | Park Chan-wook für Oldboy                           | Jang Jin-young in Singles                      | Choi Min-sik in Oldboy                                                 |
| #25       | 2004 | Silmido                                        | Kang Woo-seok für Silmido                           | Lee Na-young in Someone Special                | Jang Dong-gun in Brotherhood – Wenn Brüder aufeinander schießen müssen |
| #26       | 2005 | Lady Vengeance                                 | Park Jin-pyo für You Are My Sunshine                | Lee Yeong-ae in Lady Vengeance                 | Hwang Jung-min in You Are My Sunshine                                  |
| #27       | 2006 | The Host                                       | Kim Tae-yong für Family Ties                        | Kim Hye-su in Tazza: The High Rollers          | Park Joon-ho, Ahn Sung-ki in Radio Star                                |
| #28       | 2007 | Portrait of a Gangster – Der Weg des Paten     | Hur Jin-ho für Happiness                            | Jeon Do-yeon in Secret Sunshine                | Song Kang-ho in The Show Must Go On                                    |
| #29       | 2008 | Forever the Moment                             | Kim Jee-woon für The Good, the Bad, and the Weird   | Son Ye-jin in My Wife Got Married              | Kim Yoon-seok in The Chaser                                            |
| #30       | 2009 | Mother                                         | Kim Yong-hwa für Take Off                           | Ha Ji-won in Closer to Heaven                  | Kim Myeong-min in Closer to Heaven                                     |
| #31       | 2010 | Secret Reunion                                 | Kang Woo-seok für Moss                              | Yoon Jeong-hee / Su Ae in Poetry / Midnight FM | Jeong Jae-young in Moss                                                |
| #32       | 2011 | The Unjust                                     | Ryoo Seung-wan für The Unjust                       | Kim Ha-neul in Blind                           | Park Hae-il in War of the Arrows                                       |
| #33       | 2012 | Pieta                                          | Chung Ji-young für Unbowed                          | Lim Su-jeong in All About My Wife              | Choi Min-sik in Nameless Gangster                                      |
| #34       | 2013 | Wish                                           | Bong Joon-ho für Snowpiercer                        | Han Hyo-joo in Cold Eyes                       | Hwang Jung-min in New World                                            |
| #35       | 2014 | The Attorney                                   | Kim Han-min für The Admiral: Roaring Currents       | Chun Woo-hee in Han Gong-ju                    | Song Kang-ho in The Attorney                                           |
| #36       | 2015 | Assassination                                  | Ryoo Seung-wan für Veteran – Above the Law          | Lee Jung-hyun in Alice in Earnestland          | Yoo Ah-in in The Throne                                                |
| #37       | 2016 | Inside Men                                     | Na Hong-jin für The Wailing – Die Besessenen        | Kim Min-hee in The Handmaiden                  | Lee Byung-hun in Inside Men                                            |
| #38       | 2017 | A Taxi Driver                                  | Kim Hyun-suk für I Can Speak                        | Na Moon-hee für I Can Speak                    | Song Kang-ho für A Taxi Driver                                         |
| #39       | 2018 | 1987                                           | Yoon Jong-bin für The Spy Gone North                | Han Ji-min für Miss Baek                       | Kim Yoon-seok für 1987                                                 |
| #40       | 2019 | Parasite                                       | Bong Joon-ho für Parasite                           | Jo Yeo-jeong für Parasite                      | Jung Woo-sung für Innocent Witness                                     |